# ばんばん・優子のグッドセンス・ナンセンス
ばんばん・優子のグッドセンス・ナンセンス（ばんばんゆうこのグッドセンスナンセンス）は、文化放送で1982年4月11日から1983年10月2日まで放送されていたラジオ番組。
全国モーターボート競走会連合会の単独提供。番組表によっては『BanBan Yukoのグッドセンス・ナンセンス』という表記もあった。

## 概要
パーソナリティはばんばひろふみと石川優子の二人。グッドセンスとナンセンスとが矛盾することなく混在する当時にふさわしい番組とされ、主に前半がグッドセンスコーナー、後半がナンセンスコーナーで構成されていた。
毎週各界で活躍する人を「グッドセンス」なイメージの人と「ナンセンス」なイメージの人に分けて、グッドセンスコーナー、ナンセンスコーナーそれぞれにゲストに迎えて（一例として、グッドセンスゲストに竹下景子、ナンセンスゲストにツービート）、ばんば・石川の両者がこの両陣営に分かれて対談し、両者を対決させながら進行する形で隠れた素顔やライフスタイルなどを聞き出していた。そしてその日の放送がグッドセンスだったかナンセンスだったかは、リスナーからのはがきで決めてもらっていた。この他、グッドセンスな話題（流行、はやり言葉、真面目な内容など）やナンセンスな話題（失敗談、ギャグ、ばかばかしい内容など）を綴ったリスナーからのお便り紹介、質問的コーナー『男のアソコ・女のアソコ』などで笑いとペーソスを充実させ、最後はポエムコーナーで締めるという構成で送っていた番組である。番組ノベルティには特製オリジナル扇子があり、面白かったはがきの送り主には「グッドセンス扇子」、しょうもないと判断されたはがきの送り主には「ナンセンス扇子」が贈られた。

## 放送時間
- 文化放送（制作局）：
  - 日曜日 9:30 - 10:00 （1982年4月11日〜1982年10月3日）
  - 日曜日 9:00 - 9:30 （1982年10月10日〜1983年10月2日）
- 静岡放送：日曜日 11:00 - 11:30
- 東海ラジオ放送：
  - 月曜日 21:00 - 21:30 （1982年4月〜9月／1983年4月〜10月）
  - 日曜日 19:00 - 19:30 （1982年10月〜1983年3月）
- KBS京都：日曜日 17:00 - 17:30
- ラジオ大阪：日曜日 8:20 - 8:50
- ラジオ関西：日曜日 10:30 - 11:00
- 山陽放送：日曜日 13:30 - 14:00
- 中国放送：日曜日 13:00 - 13:30
- 山口放送：日曜日 11:00 - 11:30
- 西日本放送：日曜日 13:00 - 13:30
- 四国放送：日曜日 9:30 - 10:00
- 九州朝日放送：日曜日 8:30 - 9:00
- 長崎放送：日曜日 11:00 - 11:30

（出典：）